# CTE Bauru (D-18)
O CTE Bauru (Be-4) é um contratorpedeiro de escolta e um aviso oceânico da Classe Bertioga, é mantido como um navio-museu da Marinha do Brasil.

## História
Construído durante a Segunda Guerra Mundial em Nova Jersey, nos Estados Unidos da América, foi lançado ao mar em 15 de setembro de 1943, e incorporado à US Navy em 11 de outubro do mesmo ano com o nome de "USS McAnn (DE-179)".
Foi descomissionado em 15 de agosto de 1944, data em que foi transferido para a Marinha do Brasil, recebendo o nome em homenagem à cidade de Bauru, no estado de São Paulo.
Ainda durante o conflito, o Contratorpedeiro-Escolta Bauru acompanhou comboios e desempenhou missões de apoio no transporte de tropas e no patrulhamento em zonas de guerra.
Ao fim do conflito, foi incorporado à Flotilha de Contratorpedeiros e, posteriormente, ao Esquadrão de Avisos Oceânicos, onde continuou a cumprir importantes e diversificadas missões.
Nos seus quase 40 anos de atividade, o Bauru navegou 295 405 milhas, perfazendo 1 423 dias de mar.
Após sofrer reformas de adaptação, foi aberto à visitação pública no ano de 1982. Como navio-museu temático, possui 14 ambientes que retratam a vida a bordo durante aquele período da Segunda Guerra Mundial. O foco da mostra está na Campanha do Atlântico, contando com itens como armas, coletes, capacetes, sinalizadores, fotos de sua tripulação e alguns ambientes como cozinha e dormitório preservados como eram quando o navio estava na ativa.

## Características
- Deslocamento: 1 240 toneladas (padrão), 1 620 toneladas (carregado)
- Dimensões: 306' (oa), 300' (wl) x 36' 10" x 11' 8" (max)
- Raio de ação: 10 800 milhas náuticas a 12 nós
- Velocidade: máxima de 21 nós
- Propulsão: diesel-elétrica; 4 GM Mod. 16-278A; 6000 shp, 2 screws
- Armamento: 3 x 3"/50 Mk22 (1x3), 1 twin 40mm Mk1 AA, 8 x 20mm Mk 4 AA, 3 x 21" Mk15 TT (3x1), 1 Hedgehog Projector Mk10 (144 rounds), 8 Mk6 depth charge projectors, 2 Mk9 depth charge tracks